# Nitocris
Nitocris var möjligen en regerande drottning och farao av Egypten under Egyptens sjätte dynasti.
Hon var dotter till farao Pepi II och Neith och syster till Merenra II, som hon ska ha efterträtt på tronen. 
Enligt legenden blev hennes broder mördad. Hon hämnades genom att bjuda in de som hon visste var inblandade i mordet till en bankett. Sedan öppnade hon en hemlig sluss och dränkte dem. 
Det är omdebatterat huruvida hon var en historisk person. 